# Vladimír Bednár
Vladimír Bednár (ur. 8 grudnia 1979) – słowacki piłkarz występujący na pozycji prawego obrońcy lub pomocnika. W karierze reprezentował barwy Tatrana Preszów, Slovana Bratysława (oba kluby ze Słowacji), Widzewa Łódź oraz Zagłębia Sosnowiec. W barwach tego ostatniego rozegrał 24 mecze w Ekstraklasie.

## Życiorys
Bednár jest wychowankiem zespołu Tatran Preszów. Następnie występował w drużynie Slovan Bratysława.
Od sezonu 2004/2005 grał w Widzewie Łódź. W jego barwach zadebiutował 13 sierpnia w meczu z GKS Bełchatów (1:4). W pierwszym roku występów na polskich boiskach rozegrał 19 spotkań, a następnie rozwiązał kontrakt z łódzkim klubem i przez pół roku pozostawał bez pracy.
Rundę wiosenną sezonu 2005/2006 spędził już w Zagłębiu Sosnowiec. Zadebiutował w nim 26 marca w spotkaniu z Ruchem Chorzów (0:0). Kolejny rok występów w sosnowieckim klubie zakończył z dorobkiem 27 spotkań (26 ligowych) i awansował do Ekstraklasy.
Zadebiutował w niej 28 lipca 2007 roku w meczu z Lechem Poznań (2:4). Pierwszą bramkę zdobył 6 października w meczu z Górnikiem Zabrze, również przegranym przez sosnowiczan 2:4. Jak dotąd, w najwyższej klasie rozgrywkowej w Polsce, Bednar rozegrał 24 spotkania i strzelił 2 gole.
Na sezon 2008/2009 powrócił do Widzewa. Zagrał tam 14 spotkań (13 ligowych). 11 sierpnia 2009 rozwiązał kontrakt z łódzkim zespołem za porozumieniem stron i podpisał dwuletni kontrakt ze swoim poprzednim klubem, Zagłębiem Sosnowiec.
1 lipca 2011 roku przestał reprezentować barwy Zagłębia, a 1 lipca 2015 roku podpisał kontrakt z Widzewem. 1 stycznia 2016 zakończył piłkarską karierę.

## Kariera piłkarska
| Sezon        | Klub               | Mecze | Gole |
| ------------ | ------------------ | ----- | ---- |
| 1999–2000    | Tatran Prešov      | 11    | 0    |
| 2000–2001(j) | Tatran Prešov      | 18    | 1    |
| 2000–2001(w) | Slovan Bratysława  | 15    | 0    |
| 2001–2002    | Slovan Bratysława  | 16    | 0    |
| 2002–2003    | Slovan Bratysława  | 17    | 1    |
| 2003–2004    | Slovan Bratysława  | 30    | 0    |
| 2004–2005    | Widzew Łódź        | 19    | 0    |
| 2005–2006(w) | Zagłębie Sosnowiec | 9     | 0    |
| 2006–2007    | Zagłębie Sosnowiec | 26    | 0    |
| 2007–2008    | Zagłębie Sosnowiec | 24    | 2    |
| 2008–2009    | Widzew Łódź        | 13    | 0    |
| 2009–2010    | Zagłębie Sosnowiec | 21    | 1    |
| 2010–2011    | Zagłębie Sosnowiec | 16    | 3    |
| 2015–2016    | Widzew Łódź        | 27    | 0    |